# Gemeindefreies Gebiet Hohe Berg

Lage im Landkreis Miltenberg

Hohe Berg war ein rund 0,62 km² (615.068 m²) großes gemeindefreies Gebiet im unterfränkischen Landkreis Miltenberg im bayerischen Spessart. Es bestand zuletzt aus den Flurstücken 9290, 9290/1, 9291 und 9291/1 der Gemarkung Erlenbach und wurde zum 1. Januar 2008 vollständig in die Stadt Erlenbach am Main eingegliedert. Das Gebiet ist bewaldet und grenzt im Südwesten an die Stadt Klingenberg am Main.

## Lage
Das Gebiet liegt zwischen Klingenberg am Main und Mechenhard, ist bewaldet und grenzt im Südwesten an die Stadt Klingenberg am Main. Die höchste Erhebung ist der Höhberg 311 m ü. NHN, auch Hohberg genannt.